# 존 조겐슨
존 조겐슨(영어: John Jorgenson, 1956년 7월 6일 ~ )은 미국의 음악가이다.
데저트 로즈 밴드(The Desert Rose Band)의 구성원으로 활동하며 아카데미 오브 컨트리 뮤직 어워드 '올해의 기타 연주자' 부문에서 2년 연속 수상했으며, 후보에 4회 지명되었다.
1995년부터 2000년까지 엘튼 존 밴드의 구성원으로 활동하기도 했다.
2004년작 영화 《러브 인 클라우즈》에서 장고 라인하르트의 음악을 연주하여 호평을 받았으며, 브래드 페이즐리의 연주곡 〈Cluster Pluck〉에 참여하여 2008년 그래미상을 받았다.
그는 테크 뮤직 스쿨의 후원자(patron)로서 주기적으로 기타 마스터클래스 교습을 하고 있다.

## 주해
1. ↑  최우수 컨트리 연주 부문(Grammy Award for Best Country Instrumental Performance)